# Pilkington (Kammerat Napoleon)
Mr. Pilkington er et af menneskene i den engelske forfatter George Orwells satiriske roman Kammerat Napoleon (originaltitel Animal Farm). Han ejer Foxwood-gården, som er dårligt holdt, og han ligger i konflikt med mr. Frederick, der ejer gården på den anden side af Dyrenes Gård. Mr. Pilkington er den første, der får tilbudt Napoleons tømmer, men det er i stedet mr. Frederick, der køber det og betaler med falske penge, Da mr. Frederick invaderer Dyrenes Gård, nægter Pilkington at hjælpe dyrene (primært pga. de meddelelser, som Napoleon har sendt til ham, og som siger "Død over Pilkington").

## Mødet
Mr. Pilkington og adskillige andre på hans gård inviteres i slutningen af bogen til et møde, hvor Napoleon og grisene præsenterer dem for det nye navn til Dyrenes Gård – nemlig det oprindelige navn, Grevegården. Mr. Pilkington roser Napoleon for hans ekstreme strenghed over for de andre dyr, bl.a. at han har forbudt dem at bruge tid på at more sig. Mr. Pilkington taler om de misforståelser, der har været tidligere, og som nu er blevet rettet. "Hvis I har jeres lavere dyr at slås med […] så har vi vore lavere klasser!"
Da de spiller kort til sidst, smider mr. Pilkington og Napoleon Spar Es på samme tid, og det hele går i stykker. Grisene er (i handling i det mindste) blevet som mennesker.

## Mr. Pilkington i allegorien
Mr. Pilkington repræsenterer Franklin D. Roosevelt og Winston Churchill fra de allierede under 2. verdenskrig, og kortspillet kan ses som starten på den kolde krig.